# Dorothea-Neff-Preis
Der Dorothea-Neff-Preis ist ein Theaterpreis des Volkstheaters Wien, gestiftet von der Bank für Arbeit und Wirtschaft und Österreichische Postsparkasse AG (BAWAG). Er wird seit 2011 - nach der Umwidmung des Karl-Skraup-Preises - in fünf Kategorien (Beste Regieleistung einer Saison, Beste schauspielerische Leistung einer Saison, Beste schauspielerische Nachwuchsleistung einer Saison, Publikumsliebling und Spezialpreis) verliehen. Außerdem wird seitdem zugleich der Mitten im Leben – Preis der BAWAG P.S.K. für herausragendes humanitäres Engagement vergeben. Das Preisgeld beträgt jeweils 3000 Euro.
Der Preis ist benannt nach der Schauspielerin Dorothea Neff (1903–1986).

## Preisträger

### 2011
- Thomas Birkmeir (Beste Regie)
  - Nominierte: Thomas Birkmeir – Harold und Maude, Stephanie Mohr – 33 Variationen, Stephan Müller – Antigone
- Thomas Kamper (Beste schauspielerische Leistung)
  - Nominierte: Elfriede Irrall für Maude (Harold und Maude), Thomas Kamper für Alpenkönig (Der Alpenkönig und der Menschenfeind) und David O. Selznick (Mondlicht und Magnolien), Susa Meyer für Mrs. Chasen (Harold und Maude) und Dr. Gertrude Ladenburger (33 Variationen), Andrea Wenzl für Pauline Piperkarcka (Die Ratten) und Antigone (Antigone)
- Arne Gottschling (Beste schauspielerische Nachwuchsleistung)
- Marcello de Nardo (Publikumsliebling)
- Ute Bock (Herausragendes humanitäres Engagement) für ihren Einsatz als Flüchtlingshelferin

### 2012
- Jacqueline Kornmüller (Beste Regie)
- Andrea Eckert (Beste schauspielerische Leistung)
- Matthias Mamedof (Beste schauspielerische Nachwuchsleistung)
- Andrea Eckert (Publikumsliebling)
- Cecily Corti (Herausragendes humanitäres Engagement) für ihr Bauprojekt VinziRast-MITTENDRIN – gemeinsam mit Obdachlosen leben, arbeiten und lernen

### 2013
- Stephan Müller (Beste Regie)
- Claudia Sabitzer (Beste schauspielerische Leistung)
- Nanette Waidmann (Beste schauspielerische Nachwuchsleistung)
- Doris Weiner (Publikumsliebling)
- Mauthausen Komitee Österreich (Herausragendes humanitäres Engagement) für das Projekt Zivilcourage TRAINIEREN

### 2014
- Miloš Lolić (Beste Regie)
- Haymon Maria Buttinger (Beste schauspielerische Leistung)
- Hanna Binder (Beste schauspielerische Nachwuchsleistung)
- Maria Bill (Publikumsliebling)
- Artemes – Verein zur Unterstützung von Krisenpflegefamilien in Wien – (Herausragendes humanitäres Engagement)

### 2015
- Michael Schottenberg (Beste Regie)
- Günter Franzmeier (Beste schauspielerische Leistung)
- Tany Gabriel (Beste schauspielerische Nachwuchsleistung)
- Matthias Mamedof (Publikumsliebling)
- SC Wiener Viktoria (Herausragendes humanitäres Engagement) für die Kombination von Fußball und sozialem Engagement[1]

### 2016
- Yael Ronen (Beste Regie für  Hakoah Wien (2012) und Lost and Found (2015))
  - Nominierte: Dušan David Pařízek für Nora³, Alte Meister und Selbstbezichtigung, Sarantos Zervoulakos für Brooklyn Memoiren
- Stefanie Reinsperger (Beste schauspielerische Leistung)
  - Nominierte: Rainer Galke, Birgit Stöger
- Sebastian Klein (Beste schauspielerische Nachwuchsleistung)
  - Nominierte: Nadine Quittner, Nils Rovira-Muñoz
- das Kinder-Ensemble in Der Junge wird beschnitten (Beste Bühnenleistung einer/s nicht professionellen Schauspielerin/s)
  - Nominierte: Osama Zatar (Lost and Found), Der Chor aus der Produktion Der Marienthaler Dachs
- Nikolaus Habjan (Publikumsliebling)
- Projekt Familien-Lotse der Kinder-Krebs-Hilfe Elterninitiative  (Herausragendes humanitäres Engagement)

### 2017
- Christine Eder (Beste Regie für Alles Walzer, alles brennt. Eine Untergangsrevue)
  - Nominierte: Victor Bodo für Klein Zaches – Operation Zinnober, Yael Ronen für Niemandsland
- Günter Franzmeier (Beste schauspielerische Leistung)
  - Nominierte: Lukas Holzhausen, Birgit Stöger
- Kaspar Locher (Beste schauspielerische Nachwuchsleistung)
  - Nominierte: Seyneb Saleh, Luka Vlatković
- Die Schweigende Mehrheit für Traiskirchen. Das Musical (Spezialpreis)
  - Nominierte: Die Summe der einzelnen Teile, Mitarbeiter-Workshops für die Bäckerei Felzl des Jungen Volkstheaters
- Claudia Sabitzer (Publikumsliebling)
- Verein „ich bin aktiv“ – Lebensbegleitung von Menschen mit Behinderung (Herausragendes humanitäres Engagement)[2]

### 2018
- Miloš Lolić (Beste Regie für Lazarus)
  - Nominierte: Nikolaus Habjan für Wien ohne Wiener, Sebastian Schug für Viel Lärm um nichts
- Katharina Klar (Beste schauspielerische Leistung)
  - Nominierte: Christoph Rothenbuchner, Jan Thümer
- Isabella Knöll (Beste schauspielerische Nachwuchsleistung)
  - Nominierte: Nadine Quittner, Luka Vlatković
- Sebastian Pass (Publikumsliebling)
- #Wien5 – Die Kunst der Nachbarschaft (Spezialpreis)
  - Nominierte: Concord Floral, Vienna – All Tomorrows
- Verein ScienceCenter-Netzwerk (Herausragendes humanitäres Engagement)[3]

### 2019
- Viktor Bodo (Beste Regie für Biedermann und die Brandstifter)[4]
  - Nominierte: Barbara Wysocka für Don Karlos, Dušan David Pařízek für König Ottokars Glück und Ende
- Steffi Krautz (Beste schauspielerische Leistung weiblich)
  - Nominierte: Anja Herden, Evi Kehrstephan
- Gábor Biedermann (Beste schauspielerische Leistung männlich)
  - Nominierte: Lukas Holzhausen, Lukas Watzl
- Lisa-Maria Sommerfeld (Beste schauspielerische Nachwuchsleistung / Beste studentische Leistung)
  - Nominierte: Tobias Resch, Anton Widauer
- Sebastian Pass (Publikumsliebling)
- Hektar Nektar (Bessere Antworten-Preis der Bawag P.S.K.)

### 2020
- Robert Gerloff (Beste Regie für Der gute Mensch von Sezuan)[5]
  - Nominierte: Christine Eder für Schuld & Söhne, Christina Rast für Wer hat meinen Vater umgebracht
- Claudia Sabitzer (Beste schauspielerische Leistung weiblich)
  - Nominierte: Evi Kehrstephan, Birgit Stöger
- Günter Franzmeier (Beste schauspielerische Leistung männlich)
  - Nominierte: Thomas Frank, Jan Thümer
- Tina Prichenfried, Leiterin der Kostümabteilung des Volkstheaters (Spezialpreis)
  - Nominierte: Robert Czyszczon, Sara Ostertag